# Санта-Сесілія (Бургос)
Санта-Сесілія (ісп. Santa Cecilia) — муніципалітет в Іспанії, у складі автономної спільноти Кастилія-і-Леон, у провінції Бургос. Населення — 101 особа (2010).
Муніципалітет розташований на відстані близько 180 км на північ від Мадрида, 34 км на південь від Бургоса.

## Демографія
Динаміка населення (INE ):